# Nicolas Raskin
Nicolas Raskin (Liegi, 23 febbraio 2001) è un calciatore belga, centrocampista dei Rangers.

## Caratteristiche tecniche
È un centrocampista centrale può ricoprire anche il ruolo di mediano,abile nella fase di possesso palla,a servire assist e ad inserirsi in area di rigore. Per caratteristiche si ispira al suo idolo e connazionale Radja Nainggolan.
Nel 2018 è stato inserito nella lista dei 60 talenti migliori della sua generazione,stilata da The Guardian.

## Carriera

### Club
Giovanili al Gent e crescita allo Standard Liegi
Cresciuto nel settore giovanile del Gent, debutta fra i professionisti il 10 febbraio 2018 in occasione dell'incontro di Pro League vinto 3-0 contro il Sint-Truiden.
Il 23 gennaio 2019 passa allo Standard Liegi under 21 a titolo definitivo mentre già da Luglio entra a far parte della prima squadra.  Il 4 Ottobre 2020 segna la prima rete in Pro League nella sfida vinta per 1-2 contro il Charleroi. Diventa un titolare fisso nel centrocampo del club belga totalizzando ben 93 presenze in tre stagioni tra campionato e competizioni europee.
Rangers
Il 31 gennaio 2023 si trasferisce a titolo definitivo ai Rangers, firmando un contratto valido sino al 31 maggio 2027. Conclude la prima stagione totalizzando 16 presenze,mentre dalla stagione successiva diventa un giocatore importante nelle rotazioni del club segnando anche un goal e un assist.

### Nazionale
Ha giocato numerose partite con le varie nazionali giovanili belghe.
Nel 2023 ha partecipato agli Europei Under-21.
Il 14 marzo 2025 viene convocato per la prima volta in nazionale maggiore, con cui ha esordito sei giorni dopo nella sconfitta per 3-1 contro l'Ucraina.

## Statistiche
Statistiche aggiornate al 12 agosto 2025.

### Presenze e reti nei club
| Stagione              | Squadra               | Campionato            | Campionato | Campionato | Coppe nazionali | Coppe nazionali | Coppe nazionali | Coppe continentali | Coppe continentali | Coppe continentali | Altre coppe | Altre coppe | Altre coppe | Totale | Totale | Totale |
| Stagione              | Squadra               | Comp                  | Pres       | Reti       | Comp            | Pres            | Reti            | Comp               | Pres               | Reti               | Comp        | Pres        | Reti        | Pres   | Reti   |        |
| --------------------- | --------------------- | --------------------- | ---------- | ---------- | --------------- | --------------- | --------------- | ------------------ | ------------------ | ------------------ | ----------- | ----------- | ----------- | ------ | ------ | ------ |
| 2017-2018             | Gent                  | D1                    | 1          | 0          | CB              | 0               | 0               | UEL                | 0                  | 0                  |             | -           | -           | 1      | 0      |        |
| 2018-2019             | Standard Liegi        | D1                    | 0          | 0          | CB              | 0               | 0               |                    | -                  | -                  |             | -           | -           | 0      | 0      |        |
| 2019-2020             | Standard Liegi        | D1                    | 2          | 0          | CB              | 1               | 0               |                    | -                  | -                  |             | -           | -           | 3      | 0      |        |
| 2020-2021             | Standard Liegi        | D1                    | 32         | 2          | CB              | 5               | 0               | UEL                | 6                  | 1                  |             | -           | -           | 43     | 3      |        |
| 2021-2022             | Standard Liegi        | D1                    | 29         | 1          | CB              | 2               | 0               |                    | -                  | -                  |             | -           | -           | 31     | 1      |        |
| 2022-gen. 2023        | Standard Liegi        | D1                    | 17         | 1          | CB              | 1               | 0               |                    | -                  | -                  |             | -           | -           | 18     | 1      |        |
| Totale Standard Liegi | Totale Standard Liegi | Totale Standard Liegi | 80         | 4          |                 | 8               | 0               |                    | 6                  | 1                  |             | -           | -           | 94     | 5      |        |
| gen.-giu. 2023        | Rangers               | SP                    | 12         | 0          | CS+CdL          | 3+1             | 0               |                    | -                  | -                  | -           | -           | -           | 16     | 0      |        |
| 2023-2024             | Rangers               | SP                    | 18         | 1          | CS+CdL          | 5+0             | 0               | UCL+UEL            | 4+4                | 0                  | -           | -           | -           | 31     | 1      |        |
| 2024-2025             | Rangers               | SP                    | 33         | 4          | CS+CdL          | 1+2             | 0               | UCL+UEL            | 0+12               | 0+1                | -           | -           | -           | 48     | 5      |        |
| 2025-2026             | Rangers               | SP                    | 2          | 0          | CS+CdL          | 0               | 0               | UCL                | 4                  | 0                  | -           | -           | -           | 6      | 0      |        |
| Totale Rangers        | Totale Rangers        | Totale Rangers        | 65         | 5          |                 | 12              | 0               |                    | 24                 | 1                  |             | -           | -           | 101    | 6      |        |
| Totale carriera       | Totale carriera       | Totale carriera       | 146        | 9          |                 | 20              | 0               |                    | 30                 | 2                  |             | -           | -           | 196    | 11     |        |

### Cronologia presenze e reti in nazionale
| Cronologia completa delle presenze e delle reti in nazionale ― Belgio | Cronologia completa delle presenze e delle reti in nazionale ― Belgio | Cronologia completa delle presenze e delle reti in nazionale ― Belgio | Cronologia completa delle presenze e delle reti in nazionale ― Belgio | Cronologia completa delle presenze e delle reti in nazionale ― Belgio | Cronologia completa delle presenze e delle reti in nazionale ― Belgio | Cronologia completa delle presenze e delle reti in nazionale ― Belgio | Cronologia completa delle presenze e delle reti in nazionale ― Belgio |
| Data                                                                  | Città                                                                 | In casa                                                               | Risultato                                                             | Ospiti                                                                | Competizione                                                          | Reti                                                                  | Note                                                                  |
| --------------------------------------------------------------------- | --------------------------------------------------------------------- | --------------------------------------------------------------------- | --------------------------------------------------------------------- | --------------------------------------------------------------------- | --------------------------------------------------------------------- | --------------------------------------------------------------------- | --------------------------------------------------------------------- |
| 20-3-2025                                                             | Murcia                                                                | Ucraina                                                               | 3 – 1                                                                 | Belgio                                                                | UEFA Nations League 2024-2025 - Play-off                              | -                                                                     | 80’                                                                   |
| 23-3-2025                                                             | Genk                                                                  | Belgio                                                                | 3 – 0                                                                 | Ucraina                                                               | UEFA Nations League 2024-2025 - Play-off                              | -                                                                     | 5’ 90’                                                                |
| 6-6-2025                                                              | Skopje                                                                | Macedonia del Nord                                                    | 1 – 1                                                                 | Belgio                                                                | Qual. Mondiali 2026                                                   | -                                                                     |                                                                       |
| 9-6-2025                                                              | Bruxelles                                                             | Belgio                                                                | 4 – 3                                                                 | Galles                                                                | Qual. Mondiali 2026                                                   | -                                                                     | 75’ 90’                                                               |
| Totale                                                                |                                                                       | Presenze                                                              | 4                                                                     |                                                                       | Reti                                                                  | 0                                                                     |                                                                       |

| Cronologia completa delle presenze e delle reti in nazionale ― Belgio under 21 | Cronologia completa delle presenze e delle reti in nazionale ― Belgio under 21 | Cronologia completa delle presenze e delle reti in nazionale ― Belgio under 21 | Cronologia completa delle presenze e delle reti in nazionale ― Belgio under 21 | Cronologia completa delle presenze e delle reti in nazionale ― Belgio under 21 | Cronologia completa delle presenze e delle reti in nazionale ― Belgio under 21 | Cronologia completa delle presenze e delle reti in nazionale ― Belgio under 21 | Cronologia completa delle presenze e delle reti in nazionale ― Belgio under 21 |
| Data                                                                           | Città                                                                          | In casa                                                                        | Risultato                                                                      | Ospiti                                                                         | Competizione                                                                   | Reti                                                                           | Note                                                                           |
| ------------------------------------------------------------------------------ | ------------------------------------------------------------------------------ | ------------------------------------------------------------------------------ | ------------------------------------------------------------------------------ | ------------------------------------------------------------------------------ | ------------------------------------------------------------------------------ | ------------------------------------------------------------------------------ | ------------------------------------------------------------------------------ |
| 3-9-2021                                                                       | Bursa                                                                          | Turchia under 21                                                               | 0 – 3                                                                          | Belgio under 21                                                                | Qual. Europeo Under-21 2023                                                    | -                                                                              | 78’ 87’                                                                        |
| 8-10-2021                                                                      | Heverlee                                                                       | Belgio under 21                                                                | 2 – 0                                                                          | Kazakistan under 21                                                            | Qual. Europeo Under-21 2023                                                    | -                                                                              | 74’                                                                            |
| 12-10-2021                                                                     | Heverlee                                                                       | Belgio under 21                                                                | 1 – 0                                                                          | Danimarca under 21                                                             | Qual. Europeo Under-21 2023                                                    | -                                                                              | 75’                                                                            |
| 12-11-2021                                                                     | Heverlee                                                                       | Belgio under 21                                                                | 2 – 0                                                                          | Turchia under 21                                                               | Qual. Europeo Under-21 2023                                                    | -                                                                              | 70’                                                                            |
| 16-11-2021                                                                     | Dundee                                                                         | Scozia under 21                                                                | 0 – 2                                                                          | Belgio under 21                                                                | Qual. Europeo Under-21 2023                                                    | 1                                                                              | 90’                                                                            |
| 23-9-2022                                                                      | Heverlee                                                                       | Belgio under 21                                                                | 1 – 2                                                                          | Paesi Bassi under 21                                                           | Amichevole                                                                     | -                                                                              | 45’                                                                            |
| 15-6-2023                                                                      | Tel Aviv                                                                       | Israele under 21                                                               | 0 – 2                                                                          | Belgio under 21                                                                | Amichevole                                                                     | 2                                                                              |                                                                                |
| 21-6-2023                                                                      | Tbilisi                                                                        | Belgio under 21                                                                | 0 – 0                                                                          | Paesi Bassi under 21                                                           | Europeo Under-21 2023 - 1º turno                                               | -                                                                              |                                                                                |
| 24-6-2023                                                                      | Tbilisi                                                                        | Georgia under 21                                                               | 2 – 2                                                                          | Belgio under 21                                                                | Europeo Under-21 2023 - 1º turno                                               | -                                                                              | 71’                                                                            |
| 27-6-2023                                                                      | Tbilisi                                                                        | Portogallo under 21                                                            | 2 – 1                                                                          | Belgio under 21                                                                | Europeo Under-21 2023 - 1º turno                                               | -                                                                              | 61’ 90+6’                                                                      |
| Totale                                                                         |                                                                                | Presenze                                                                       | 10                                                                             |                                                                                | Reti                                                                           | 3                                                                              |                                                                                |

## Palmarès

### Club
- Coppa di Lega scozzese: 1

Rangers: 2023-2024